# Talara thea
Talara thea är en fjärilsart som beskrevs av William Schaus. Talara thea ingår i släktet Talara och familjen björnspinnare. Inga underarter finns listade i Catalogue of Life.